# Hitra
Hitra és un municipi situat al comtat de Trøndelag, Noruega. És la setena major illa de Noruega i està situada al fiord de Trondheim, just al sud de l'illa de Frøya. Té una extensió de 685 km² i té una població 4.622 habitants (2016). El centre administratiu del municipi és Fillan. El municipi és membre de l'Associació Internacional dels Jocs Insulars.